# Cirolana harfordi
Cirolana harfordi är en kräftdjursart som först beskrevs av William Neale Lockington 1877.  Cirolana harfordi ingår i släktet Cirolana och familjen Cirolanidae. Utöver nominatformen finns också underarten C. h. spongicola.